# EU-Gipfel Oktober 2016
Der EU-Gipfel Oktober 2016 fand am 20. und 21. Oktober 2016 in Brüssel, Belgien, statt. Den Vorsitz hatte der polnische Politiker Donald Tusk, seit 2014 Präsident des Europäischen Rates.

## Themen
Die Oktober-Tagung des Europäischen Rates diskutierte am ersten Tag Fragen der Migration sowie die internationale Rolle Russlands und insbesondere das russische Vorgehen in Syrien. Am zweiten Tag standen Handelsfragen im Zentrum, insbesondere das geplante CETA Abkommen mit Kanada.

### Migration
Die Staats- und Regierungschefs diskutierten über geplante Abkommen mit afrikanischen Transit- und Herkunftsländern. Bei den afrikanischen Staaten, mit denen die sogenannten Migrationspartnerschaften geschlossen werden sollen, handelt es sich um den Senegal, Nigeria, Äthiopien, Mali und Niger. Ziel der Abkommen war es, die Migration über die „zentrale Mittelmeerroute“ zu reduzieren.
Für die östliche Mittelmeerroute wurde eine Unterstützung Griechenlands gefordert sowie die schnellere Rückführung von Flüchtlingen von den griechischen Inseln in die Türkei. Der Aufbau einer europäischen Küsten- und Grenzwache sollte die zeitnahe Wiedereinführung eines überarbeiteten Schengen-Systems ermöglichen.

### Vorgehen Russlands in Syrien
Der Europäische Rat verurteilte die Angriffe Russlands und des mit ihm verbündeten Assad-Regimes auf Zivilisten in Syrien und forderte freies Geleit für die in Aleppo eingeschlossenen Menschen. Sollten die Gräueltaten nicht enden, werde die EU alle Optionen in Betracht ziehen, erklärten die Teilnehmer. Theresa May informierte während des gemeinsamen Abendessens über den Brexit und der Ministerpräsident der Niederlande Mark Rutte berichtete vom Ukraine-Referendum in seinem Land.

### Handelsfragen
Das geplante Freihandelsabkommen mit Kanada CETA wurde von den anwesenden Vertretern positiv bewertet, noch offene Fragen sollten schnellstmöglich diskutiert werden. Weiterhin forderte der Europäische Rat die Kommission auf, an geeigneten Abkommen mit Japan und den USA zu arbeiten. Zur Sicherung des europäischen Wirtschaftsraumes sollten Instrumente gegen unlautere Handelspraktiken modernisiert und überarbeitet werden.